# Eleições legislativas de 2019 em Barcelos

## Resultados Oficiais
| Partido                 | Partido                              | Votos   | %               | +/-   |
| ----------------------- | ------------------------------------ | ------- | --------------- | ----- |
|                         | Partido Social Democrata             | 26 680  | 39,60 / 100,00  | -     |
|                         | Partido Socialista                   | 21 428  | 31,81 / 100,00  | 4,84  |
|                         | Bloco de Esquerda                    | 5 479   | 8,13 / 100,00   | 1,02  |
|                         | CDS – Partido Popular                | 3 329   | 4,94 / 100,00   | -     |
|                         | CDU - Coligação Democrática Unitária | 1 615   | 2,40 / 100,00   | 0,72  |
|                         | Pessoas–Animais–Natureza             | 1 524   | 2,26 / 100,00   | 1,57  |
|                         | Outros (com menos de 1,00%)          | 3 332   | 4,96 / 100,00   |       |
| Votos Inválidos         | Votos Inválidos                      | 3 982   | 5,91 / 100,00   | 2,32  |
| Total                   | Total                                | 67 369  | 100,00 / 100,00 |       |
| Eleitorado/Participação | Eleitorado/Participação              | 106 692 | 63,14 / 100,00  | 1,33  |
| Fonte                   | Fonte                                | [ 1 ]   | [ 1 ]           | [ 1 ] |

## Resultados por Freguesia
Os resultados seguintes referem-se aos partidos que obtiveram mais de 1,00% dos votos:
| Freguesia                                           | %     | %     | %     | %     | %    | %    | Votantes |
| Freguesia                                           | PSD   | PS    | BE    | CDS   | CDU  | PAN  | Votantes |
| --------------------------------------------------- | ----- | ----- | ----- | ----- | ---- | ---- | -------- |
| Abade de Neiva                                      | 39,51 | 32,16 | 9,63  | 3,92  | 1,71 | 2,29 | 1 225    |
| Aborim                                              | 28,76 | 41,37 | 7,74  | 3,76  | 2,65 | 1,77 | 452      |
| Adães                                               | 36,17 | 31,37 | 8,50  | 6,32  | 3,05 | 3,05 | 459      |
| Airó                                                | 40,00 | 34,62 | 7,73  | 3,03  | 2,18 | 2,69 | 595      |
| Aldreu                                              | 31,62 | 42,67 | 5,14  | 4,63  | 2,06 | 1,80 | 389      |
| Alheira e Igreja Nova                               | 56,12 | 24,72 | 3,40  | 3,91  | 0,50 | 1,13 | 793      |
| Alvelos                                             | 43,20 | 35,94 | 7,03  | 3,17  | 1,55 | 1,16 | 1 294    |
| Alvito e Couto                                      | 42,68 | 24,55 | 7,86  | 5,68  | 1,45 | 1,45 | 827      |
| Arcozelo                                            | 24,82 | 37,66 | 14,43 | 2,99  | 5,13 | 3,38 | 6 652    |
| Areias                                              | 40,35 | 27,81 | 7,40  | 4,82  | 1,77 | 4,18 | 622      |
| Areias de Vilar e Encourados                        | 39,72 | 33,23 | 6,79  | 7,19  | 3,19 | 1,80 | 1 002    |
| Balugães                                            | 49,81 | 23,84 | 6,40  | 6,40  | 2,13 | 1,55 | 516      |
| Barcelinhos                                         | 36,02 | 33,64 | 10,36 | 4,58  | 3,67 | 2,29 | 1 091    |
| Barcelos, Vila Boa e Vila Frescainha                | 32,96 | 34,26 | 12,07 | 3,41  | 4,32 | 3,15 | 6 453    |
| Barqueiros                                          | 41,84 | 38,58 | 4,16  | 4,95  | 1,91 | 1,69 | 889      |
| Cambeses                                            | 23,70 | 48,81 | 8,42  | 1,96  | 5,47 | 1,54 | 713      |
| Campo e Tamel                                       | 49,31 | 25,46 | 5,50  | 4,13  | 2,06 | 1,26 | 872      |
| Carapeços                                           | 44,97 | 28,64 | 5,79  | 4,26  | 2,09 | 1,85 | 1 243    |
| Carreira e Fonte Coberta                            | 33,19 | 40,81 | 8,14  | 4,47  | 2,45 | 1,84 | 1 142    |
| Carvalhal                                           | 42,40 | 35,54 | 6,74  | 3,92  | 1,72 | 0,98 | 816      |
| Carvalhas                                           | 44,27 | 36,00 | 4,80  | 4,53  | 0,80 | 2,13 | 375      |
| Chorente, Goios, Courel, Pedra Furada e Gueral      | 53,67 | 23,85 | 5,14  | 7,88  | 1,03 | 1,23 | 1 459    |
| Cossourado                                          | 44,59 | 29,22 | 6,49  | 6,93  | 1,95 | 0,87 | 462      |
| Creixomil e Mariz                                   | 36,11 | 34,92 | 5,56  | 8,20  | 0,93 | 2,91 | 756      |
| Cristelo                                            | 47,42 | 27,72 | 5,15  | 7,72  | 1,26 | 2,18 | 873      |
| Durrães e Tregosa                                   | 40,73 | 32,07 | 7,68  | 5,37  | 2,07 | 2,32 | 820      |
| Fornelos                                            | 42,03 | 26,33 | 3,46  | 17,09 | 0,92 | 1,15 | 433      |
| Fragoso                                             | 42,26 | 34,48 | 6,28  | 4,16  | 1,24 | 1,68 | 1 131    |
| Galegos (Santa Maria)                               | 47,81 | 27,27 | 7,08  | 3,80  | 1,23 | 2,57 | 1 709    |
| Galegos (São Martinho)                              | 41,19 | 29,50 | 8,51  | 4,55  | 1,58 | 3,37 | 1 010    |
| Gamil e Midões                                      | 31,20 | 37,14 | 11,64 | 5,70  | 1,51 | 2,56 | 859      |
| Gilmonde                                            | 44,54 | 27,07 | 7,75  | 3,49  | 1,31 | 2,95 | 916      |
| Lama                                                | 51,02 | 21,28 | 6,96  | 6,28  | 1,77 | 2,86 | 733      |
| Lijó                                                | 43,90 | 29,39 | 6,89  | 3,99  | 2,03 | 2,69 | 1 378    |
| Macieira de Rates                                   | 57,09 | 16,52 | 2,51  | 14,00 | 0,63 | 1,44 | 1 114    |
| Manhente                                            | 43,45 | 25,13 | 10,35 | 3,54  | 2,74 | 2,21 | 1 130    |
| Martim                                              | 39,90 | 34,07 | 5,49  | 4,82  | 2,96 | 2,54 | 1 183    |
| Milhazes, Vilar de Figos e Faria                    | 51,24 | 23,34 | 6,71  | 6,95  | 1,68 | 1,76 | 1 251    |
| Moure                                               | 37,85 | 35,62 | 5,57  | 5,01  | 4,27 | 2,23 | 539      |
| Negreiros e Chavão                                  | 65,01 | 14,61 | 4,09  | 6,06  | 0,73 | 1,31 | 1 369    |
| Oliveira                                            | 48,64 | 25,08 | 6,95  | 5,76  | 0,68 | 1,69 | 590      |
| Palme                                               | 49,53 | 28,12 | 5,03  | 5,96  | 0,19 | 1,12 | 537      |
| Panque                                              | 52,09 | 23,96 | 2,79  | 5,29  | 2,23 | 2,23 | 359      |
| Paradela                                            | 57,30 | 23,45 | 2,65  | 6,19  | 1,55 | 0,88 | 452      |
| Pereira                                             | 39,06 | 35,50 | 5,34  | 6,87  | 1,91 | 1,15 | 786      |
| Perelhal                                            | 20,81 | 18,68 | 3,05  | 2,03  | 1,52 | 0,51 | 985      |
| Pousa                                               | 36,01 | 35,07 | 7,59  | 5,29  | 2,56 | 3,50 | 1 172    |
| Quintiães e Aguiar                                  | 45,58 | 27,90 | 7,93  | 6,86  | 1,22 | 2,44 | 656      |
| Remelhe                                             | 43,19 | 24,16 | 5,91  | 11,05 | 2,19 | 2,57 | 778      |
| Rio Covo (Santa Eugénia)                            | 35,49 | 36,04 | 10,22 | 2,75  | 3,08 | 3,63 | 910      |
| Roriz                                               | 50,83 | 22,01 | 6,11  | 7,42  | 1,48 | 1,40 | 1 145    |
| Sequeade e Bastuço                                  | 34,28 | 39,20 | 5,49  | 4,73  | 2,56 | 2,65 | 1 056    |
| Silva                                               | 33,33 | 39,76 | 7,99  | 4,86  | 1,22 | 2,08 | 576      |
| Silveiros e Rio Covo (Santa Eulália)                | 36,83 | 37,10 | 7,38  | 3,91  | 2,49 | 1,07 | 1 124    |
| Tamel (Santa Leocádia) e Vilar do Monte             | 40,85 | 32,22 | 7,73  | 4,38  | 1,03 | 2,32 | 776      |
| Tamel (São Veríssimo)                               | 29,98 | 38,79 | 13,62 | 3,87  | 2,32 | 2,26 | 1 681    |
| Ucha                                                | 37,40 | 36,58 | 6,57  | 4,45  | 2,11 | 1,88 | 853      |
| Várzea                                              | 31,31 | 43,93 | 6,36  | 3,51  | 2,09 | 1,61 | 1 054    |
| Viatodos, Grimancelos, Minhotães e Monte de Fralães | 42,63 | 34,24 | 6,95  | 4,68  | 1,31 | 1,75 | 2 287    |
| Vila Cova e Feitos                                  | 42,57 | 28,57 | 6,06  | 7,65  | 1,52 | 2,09 | 1 386    |
| Vila Seca                                           | 47,81 | 24,21 | 8,62  | 7,56  | 0,76 | 1,66 | 661      |
| Barcelos                                            | 39,60 | 31,81 | 8,13  | 4,94  | 2,40 | 2,26 | 67 369   |

#### Abade de Neiva
| Partido                 | Partido                              | Votos | %               | +/-  |
| ----------------------- | ------------------------------------ | ----- | --------------- | ---- |
|                         | Partido Social Democrata             | 484   | 39,51 / 100,00  | -    |
|                         | Partido Socialista                   | 394   | 32,16 / 100,00  | 3,24 |
|                         | Bloco de Esquerda                    | 118   | 9,63 / 100,00   | 2,57 |
|                         | CDS – Partido Popular                | 48    | 3,92 / 100,00   | -    |
|                         | Pessoas–Animais–Natureza             | 28    | 2,29 / 100,00   | 1,25 |
|                         | CDU - Coligação Democrática Unitária | 21    | 1,71 / 100,00   | 0,06 |
|                         | Outros (com menos de 1,00%)          | 67    | 5,46 / 100,00   |      |
| Votos Inválidos         | Votos Inválidos                      | 65    | 5,30 / 100,00   | 0,32 |
| Total                   | Total                                | 1 225 | 100,00 / 100,00 |      |
| Eleitorado/Participação | Eleitorado/Participação              | 1 793 | 68,32 / 100,00  | 2,66 |

#### Aborim
| Partido                 | Partido                              | Votos | %               | +/-  |
| ----------------------- | ------------------------------------ | ----- | --------------- | ---- |
|                         | Partido Socialista                   | 187   | 41,37 / 100,00  | 7,27 |
|                         | Partido Social Democrata             | 130   | 28,76 / 100,00  | -    |
|                         | Bloco de Esquerda                    | 35    | 7,74 / 100,00   | 0,08 |
|                         | CDS – Partido Popular                | 17    | 3,76 / 100,00   | -    |
|                         | CDU - Coligação Democrática Unitária | 12    | 2,65 / 100,00   | 0,61 |
|                         | Pessoas–Animais–Natureza             | 8     | 1,77 / 100,00   | 1,39 |
|                         | Reagir Incluir Reciclar              | 8     | 1,77 / 100,00   | Novo |
|                         | Outros (com menos de 1,00%)          | 22    | 4,86 / 100,00   |      |
| Votos Inválidos         | Votos Inválidos                      | 33    | 7,30 / 100,00   | 3,85 |
| Total                   | Total                                | 452   | 100,00 / 100,00 |      |
| Eleitorado/Participação | Eleitorado/Participação              | 755   | 59,87 / 100,00  | 5,87 |

#### Adães
| Partido                 | Partido                              | Votos | %               | +/-  |
| ----------------------- | ------------------------------------ | ----- | --------------- | ---- |
|                         | Partido Social Democrata             | 166   | 36,17 / 100,00  | -    |
|                         | Partido Socialista                   | 144   | 31,37 / 100,00  | 2,80 |
|                         | Bloco de Esquerda                    | 39    | 8,50 / 100,00   | 0,27 |
|                         | CDS – Partido Popular                | 29    | 6,32 / 100,00   | -    |
|                         | Pessoas–Animais–Natureza             | 14    | 3,05 / 100,00   | 1,75 |
|                         | CDU - Coligação Democrática Unitária | 14    | 3,05 / 100,00   | 0,41 |
|                         | Iniciativa Liberal                   | 5     | 1,09 / 100,00   | Novo |
|                         | Outros (com menos de 1,00%)          | 24    | 5,23 / 100,00   |      |
| Votos Inválidos         | Votos Inválidos                      | 24    | 5,23 / 100,00   | 0,03 |
| Total                   | Total                                | 459   | 100,00 / 100,00 |      |
| Eleitorado/Participação | Eleitorado/Participação              | 649   | 70,72 / 100,00  | 1,87 |

#### Airó
| Partido                 | Partido                              | Votos | %               | +/-  |
| ----------------------- | ------------------------------------ | ----- | --------------- | ---- |
|                         | Partido Social Democrata             | 238   | 40,00 / 100,00  | -    |
|                         | Partido Socialista                   | 206   | 34,62 / 100,00  | 7,29 |
|                         | Bloco de Esquerda                    | 46    | 7,73 / 100,00   | 0,94 |
|                         | CDS – Partido Popular                | 18    | 3,03 / 100,00   | -    |
|                         | Pessoas–Animais–Natureza             | 16    | 2,69 / 100,00   | 2,52 |
|                         | CDU - Coligação Democrática Unitária | 13    | 2,18 / 100,00   | 1,22 |
|                         | Outros (com menos de 1,00%)          | 23    | 3,87 / 100,00   |      |
| Votos Inválidos         | Votos Inválidos                      | 35    | 5,88 / 100,00   | 2,99 |
| Total                   | Total                                | 595   | 100,00 / 100,00 |      |
| Eleitorado/Participação | Eleitorado/Participação              | 897   | 66,33 / 100,00  | 0,22 |

#### Aldreu
| Partido                 | Partido                              | Votos | %               | +/-  |
| ----------------------- | ------------------------------------ | ----- | --------------- | ---- |
|                         | Partido Socialista                   | 166   | 42,67 / 100,00  | 9,82 |
|                         | Partido Social Democrata             | 123   | 31,62 / 100,00  | -    |
|                         | Bloco de Esquerda                    | 20    | 5,14 / 100,00   | 0,34 |
|                         | CDS – Partido Popular                | 18    | 4,63 / 100,00   | -    |
|                         | CDU - Coligação Democrática Unitária | 8     | 2,06 / 100,00   | 0,10 |
|                         | Pessoas–Animais–Natureza             | 7     | 1,80 / 100,00   | 1,08 |
|                         | CHEGA                                | 5     | 1,29 / 100,00   | Novo |
|                         | Outros (com menos de 1,00%)          | 15    | 3,86 / 100,00   |      |
| Votos Inválidos         | Votos Inválidos                      | 27    | 6,94 / 100,00   | 3,82 |
| Total                   | Total                                | 389   | 100,00 / 100,00 |      |
| Eleitorado/Participação | Eleitorado/Participação              | 709   | 54,87 / 100,00  | 1,86 |

#### Alheira e Igreja Nova
| Partido                 | Partido                     | Votos | %               | +/-  |
| ----------------------- | --------------------------- | ----- | --------------- | ---- |
|                         | Partido Social Democrata    | 445   | 56,12 / 100,00  | -    |
|                         | Partido Socialista          | 196   | 24,72 / 100,00  | 5,22 |
|                         | CDS – Partido Popular       | 31    | 3,91 / 100,00   | -    |
|                         | Bloco de Esquerda           | 27    | 3,40 / 100,00   | 0,31 |
|                         | Pessoas–Animais–Natureza    | 9     | 1,13 / 100,00   | 0,89 |
|                         | Outros (com menos de 1,00%) | 33    | 4,16 / 100,00   |      |
| Votos Inválidos         | Votos Inválidos             | 52    | 6,56 / 100,00   | 1,68 |
| Total                   | Total                       | 793   | 100,00 / 100,00 |      |
| Eleitorado/Participação | Eleitorado/Participação     | 1 525 | 52,00 / 100,00  | 1,43 |

#### Alvelos
| Partido                 | Partido                              | Votos | %               | +/-  |
| ----------------------- | ------------------------------------ | ----- | --------------- | ---- |
|                         | Partido Social Democrata             | 559   | 43,20 / 100,00  | -    |
|                         | Partido Socialista                   | 465   | 35,94 / 100,00  | 8,15 |
|                         | Bloco de Esquerda                    | 91    | 7,03 / 100,00   | 1,23 |
|                         | CDS – Partido Popular                | 41    | 3,17 / 100,00   | -    |
|                         | CDU - Coligação Democrática Unitária | 20    | 1,55 / 100,00   | 0,74 |
|                         | Pessoas–Animais–Natureza             | 15    | 1,16 / 100,00   | 0,63 |
|                         | Reagir Incluir Reciclar              | 14    | 1,08 / 100,00   | Novo |
|                         | Outros (com menos de 1,00%)          | 43    | 3,33 / 100,00   |      |
| Votos Inválidos         | Votos Inválidos                      | 46    | 3,56 / 100,00   | 1,27 |
| Total                   | Total                                | 1 294 | 100,00 / 100,00 |      |
| Eleitorado/Participação | Eleitorado/Participação              | 1 882 | 68,76 / 100,00  | 0,50 |

#### Alvito e Couto
| Partido                 | Partido                              | Votos | %               | +/-  |
| ----------------------- | ------------------------------------ | ----- | --------------- | ---- |
|                         | Partido Social Democrata             | 353   | 42,68 / 100,00  | -    |
|                         | Partido Socialista                   | 203   | 24,55 / 100,00  | 3,48 |
|                         | Bloco de Esquerda                    | 65    | 7,86 / 100,00   | 0,86 |
|                         | CDS – Partido Popular                | 47    | 5,68 / 100,00   | -    |
|                         | Iniciativa Liberal                   | 19    | 2,30 / 100,00   | Novo |
|                         | CDU - Coligação Democrática Unitária | 12    | 1,45 / 100,00   | 0,24 |
|                         | Pessoas–Animais–Natureza             | 12    | 1,45 / 100,00   | 0,24 |
|                         | Reagir Incluir Reciclar              | 10    | 1,21 / 100,00   | Novo |
|                         | Movimento Alternativa Socialista     | 10    | 1,21 / 100,00   | -    |
|                         | Outros (com menos de 1,00%)          | 31    | 3,75 / 100,00   |      |
| Votos Inválidos         | Votos Inválidos                      | 65    | 7,86 / 100,00   | 2,53 |
| Total                   | Total                                | 827   | 100,00 / 100,00 |      |
| Eleitorado/Participação | Eleitorado/Participação              | 1 261 | 65,58 / 100,00  | 0,29 |

#### Arcozelo
| Partido                 | Partido                              | Votos  | %               | +/-  |
| ----------------------- | ------------------------------------ | ------ | --------------- | ---- |
|                         | Partido Socialista                   | 2 505  | 37,66 / 100,00  | 0,70 |
|                         | Partido Social Democrata             | 1 651  | 24,82 / 100,00  | -    |
|                         | Bloco de Esquerda                    | 960    | 14,43 / 100,00  | 2,37 |
|                         | CDU - Coligação Democrática Unitária | 341    | 5,13 / 100,00   | 1,13 |
|                         | Pessoas–Animais–Natureza             | 225    | 3,38 / 100,00   | 2,52 |
|                         | CDS – Partido Popular                | 199    | 2,99 / 100,00   | -    |
|                         | Movimento Alternativa Socialista     | 81     | 1,22 / 100,00   | -    |
|                         | Outros (com menos de 1,00%)          | 341    | 5,13 / 100,00   |      |
| Votos Inválidos         | Votos Inválidos                      | 349    | 5,24 / 100,00   | 1,59 |
| Total                   | Total                                | 6 652  | 100,00 / 100,00 |      |
| Eleitorado/Participação | Eleitorado/Participação              | 11 329 | 58,72 / 100,00  | 1,28 |

#### Areias
| Partido                 | Partido                              | Votos | %               | +/-  |
| ----------------------- | ------------------------------------ | ----- | --------------- | ---- |
|                         | Partido Social Democrata             | 251   | 40,35 / 100,00  | -    |
|                         | Partido Socialista                   | 173   | 27,81 / 100,00  | 2,61 |
|                         | Bloco de Esquerda                    | 46    | 7,40 / 100,00   | 0,89 |
|                         | CDS – Partido Popular                | 30    | 4,82 / 100,00   | -    |
|                         | Pessoas–Animais–Natureza             | 26    | 4,18 / 100,00   | 3,70 |
|                         | Reagir Incluir Reciclar              | 14    | 2,25 / 100,00   | Novo |
|                         | CDU - Coligação Democrática Unitária | 11    | 1,77 / 100,00   | 1,42 |
|                         | CHEGA                                | 8     | 1,29 / 100,00   | Novo |
|                         | Iniciativa Liberal                   | 7     | 1,13 / 100,00   | Novo |
|                         | Outros (com menos de 1,00%)          | 21    | 3,37 / 100,00   |      |
| Votos Inválidos         | Votos Inválidos                      | 35    | 5,62 / 100,00   | 1,80 |
| Total                   | Total                                | 622   | 100,00 / 100,00 |      |
| Eleitorado/Participação | Eleitorado/Participação              | 959   | 64,86 / 100,00  | 0,18 |

#### Areias de Vilar e Encourados
| Partido                 | Partido                              | Votos | %               | +/-   |
| ----------------------- | ------------------------------------ | ----- | --------------- | ----- |
|                         | Partido Social Democrata             | 398   | 39,72 / 100,00  | -     |
|                         | Partido Socialista                   | 333   | 33,23 / 100,00  | 12,63 |
|                         | CDS – Partido Popular                | 72    | 7,19 / 100,00   | -     |
|                         | Bloco de Esquerda                    | 68    | 6,79 / 100,00   | 0,36  |
|                         | CDU - Coligação Democrática Unitária | 32    | 3,19 / 100,00   | 0,43  |
|                         | Pessoas–Animais–Natureza             | 18    | 1,80 / 100,00   | 1,10  |
|                         | Outros (com menos de 1,00%)          | 38    | 3,79 / 100,00   |       |
| Votos Inválidos         | Votos Inválidos                      | 43    | 4,29 / 100,00   | 0,77  |
| Total                   | Total                                | 1 002 | 100,00 / 100,00 |       |
| Eleitorado/Participação | Eleitorado/Participação              | 1 639 | 61,13 / 100,00  | 1,58  |

#### Balugães
| Partido                 | Partido                              | Votos | %               | +/-  |
| ----------------------- | ------------------------------------ | ----- | --------------- | ---- |
|                         | Partido Social Democrata             | 257   | 49,81 / 100,00  | -    |
|                         | Partido Socialista                   | 123   | 23,84 / 100,00  | 0,11 |
|                         | Bloco de Esquerda                    | 33    | 6,40 / 100,00   | 0,89 |
|                         | CDS – Partido Popular                | 33    | 6,40 / 100,00   | -    |
|                         | CDU - Coligação Democrática Unitária | 11    | 2,13 / 100,00   | 0,34 |
|                         | Pessoas–Animais–Natureza             | 8     | 1,55 / 100,00   | 0,60 |
|                         | Outros (com menos de 1,00%)          | 17    | 3,29 / 100,00   |      |
| Votos Inválidos         | Votos Inválidos                      | 34    | 6,59 / 100,00   | 2,98 |
| Total                   | Total                                | 516   | 100,00 / 100,00 |      |
| Eleitorado/Participação | Eleitorado/Participação              | 764   | 67,54 / 100,00  | 0,02 |

#### Barcelinhos
| Partido                 | Partido                              | Votos | %               | +/-  |
| ----------------------- | ------------------------------------ | ----- | --------------- | ---- |
|                         | Partido Social Democrata             | 393   | 36,02 / 100,00  | -    |
|                         | Partido Socialista                   | 367   | 33,64 / 100,00  | 0,67 |
|                         | Bloco de Esquerda                    | 113   | 10,36 / 100,00  | 1,04 |
|                         | CDS – Partido Popular                | 50    | 4,58 / 100,00   | -    |
|                         | CDU - Coligação Democrática Unitária | 40    | 3,67 / 100,00   | 1,26 |
|                         | Pessoas–Animais–Natureza             | 25    | 2,29 / 100,00   | 1,66 |
|                         | Outros (com menos de 1,00%)          | 48    | 4,40 / 100,00   |      |
| Votos Inválidos         | Votos Inválidos                      | 55    | 5,04 / 100,00   | 1,10 |
| Total                   | Total                                | 1 091 | 100,00 / 100,00 |      |
| Eleitorado/Participação | Eleitorado/Participação              | 1 583 | 68,92 / 100,00  | 0,83 |

#### Barcelos, Vila Boa e Vila Frescainha
| Partido                 | Partido                              | Votos  | %               | +/-  |
| ----------------------- | ------------------------------------ | ------ | --------------- | ---- |
|                         | Partido Socialista                   | 2 211  | 34,26 / 100,00  | 0,84 |
|                         | Partido Social Democrata             | 2 127  | 32,96 / 100,00  | -    |
|                         | Bloco de Esquerda                    | 779    | 12,07 / 100,00  | 1,79 |
|                         | CDU - Coligação Democrática Unitária | 279    | 4,32 / 100,00   | 1,44 |
|                         | CDS – Partido Popular                | 220    | 3,41 / 100,00   | -    |
|                         | Pessoas–Animais–Natureza             | 203    | 3,15 / 100,00   | 2,32 |
|                         | Outros (com menos de 1,00%)          | 360    | 5,58 / 100,00   |      |
| Votos Inválidos         | Votos Inválidos                      | 274    | 4,25 / 100,00   | 1,10 |
| Total                   | Total                                | 6 453  | 100,00 / 100,00 |      |
| Eleitorado/Participação | Eleitorado/Participação              | 10 075 | 64,05 / 100,00  | 2,46 |

#### Barqueiros
| Partido                 | Partido                              | Votos | %               | +/-  |
| ----------------------- | ------------------------------------ | ----- | --------------- | ---- |
|                         | Partido Social Democrata             | 372   | 41,84 / 100,00  | -    |
|                         | Partido Socialista                   | 343   | 38,58 / 100,00  | 4,73 |
|                         | CDS – Partido Popular                | 44    | 4,95 / 100,00   | -    |
|                         | Bloco de Esquerda                    | 37    | 4,16 / 100,00   | 0,51 |
|                         | CDU - Coligação Democrática Unitária | 17    | 1,91 / 100,00   | 0,17 |
|                         | Pessoas–Animais–Natureza             | 15    | 1,69 / 100,00   | 0,75 |
|                         | Outros (com menos de 1,00%)          | 36    | 4,05 / 100,00   |      |
| Votos Inválidos         | Votos Inválidos                      | 25    | 2,81 / 100,00   | 0,32 |
| Total                   | Total                                | 889   | 100,00 / 100,00 |      |
| Eleitorado/Participação | Eleitorado/Participação              | 1 702 | 52,23 / 100,00  | 2,53 |

#### Cambeses
| Partido                 | Partido                              | Votos | %               | +/-  |
| ----------------------- | ------------------------------------ | ----- | --------------- | ---- |
|                         | Partido Socialista                   | 348   | 48,81 / 100,00  | 2,42 |
|                         | Partido Social Democrata             | 169   | 23,70 / 100,00  | -    |
|                         | Bloco de Esquerda                    | 60    | 8,42 / 100,00   | 0,02 |
|                         | CDU - Coligação Democrática Unitária | 39    | 5,47 / 100,00   | 2,42 |
|                         | CDS – Partido Popular                | 14    | 1,96 / 100,00   | -    |
|                         | Pessoas–Animais–Natureza             | 11    | 1,54 / 100,00   | 1,00 |
|                         | Outros (com menos de 1,00%)          | 35    | 4,91 / 100,00   |      |
| Votos Inválidos         | Votos Inválidos                      | 37    | 5,19 / 100,00   | 0,29 |
| Total                   | Total                                | 713   | 100,00 / 100,00 |      |
| Eleitorado/Participação | Eleitorado/Participação              | 1 184 | 60,22 / 100,00  | 1,54 |

#### Campo e Tamel
| Partido                 | Partido                              | Votos | %               | +/-  |
| ----------------------- | ------------------------------------ | ----- | --------------- | ---- |
|                         | Partido Social Democrata             | 430   | 49,31 / 100,00  | -    |
|                         | Partido Socialista                   | 222   | 25,46 / 100,00  | 3,35 |
|                         | Bloco de Esquerda                    | 48    | 5,50 / 100,00   | 0,76 |
|                         | CDS – Partido Popular                | 36    | 4,13 / 100,00   | -    |
|                         | CDU - Coligação Democrática Unitária | 18    | 2,06 / 100,00   | 0,33 |
|                         | Reagir Incluir Reciclar              | 13    | 1,49 / 100,00   | Novo |
|                         | Pessoas–Animais–Natureza             | 11    | 1,26 / 100,00   | 0,94 |
|                         | CHEGA                                | 9     | 1,03 / 100,00   | Novo |
|                         | Outros (com menos de 1,00%)          | 17    | 1,94 / 100,00   |      |
| Votos Inválidos         | Votos Inválidos                      | 68    | 7,79 / 100,00   | 2,93 |
| Total                   | Total                                | 872   | 100,00 / 100,00 |      |
| Eleitorado/Participação | Eleitorado/Participação              | 1 334 | 65,37 / 100,00  | 1,90 |

#### Carapeços
| Partido                 | Partido                              | Votos | %               | +/-  |
| ----------------------- | ------------------------------------ | ----- | --------------- | ---- |
|                         | Partido Social Democrata             | 559   | 44,97 / 100,00  | -    |
|                         | Partido Socialista                   | 356   | 28,64 / 100,00  | 3,45 |
|                         | Bloco de Esquerda                    | 72    | 5,79 / 100,00   | 1,73 |
|                         | CDS – Partido Popular                | 53    | 4,26 / 100,00   | -    |
|                         | CDU - Coligação Democrática Unitária | 26    | 2,09 / 100,00   | 0,02 |
|                         | Pessoas–Animais–Natureza             | 23    | 1,85 / 100,00   | 1,47 |
|                         | Iniciativa Liberal                   | 14    | 1,13 / 100,00   | Novo |
|                         | Outros (com menos de 1,00%)          | 66    | 5,31 / 100,00   |      |
| Votos Inválidos         | Votos Inválidos                      | 74    | 5,95 / 100,00   | 3,47 |
| Total                   | Total                                | 1 243 | 100,00 / 100,00 |      |
| Eleitorado/Participação | Eleitorado/Participação              | 1 949 | 63,78 / 100,00  | 4,53 |

#### Carreira e Fonte Coberta
| Partido                 | Partido                              | Votos | %               | +/-  |
| ----------------------- | ------------------------------------ | ----- | --------------- | ---- |
|                         | Partido Socialista                   | 466   | 40,81 / 100,00  | 9,19 |
|                         | Partido Social Democrata             | 379   | 33,19 / 100,00  | -    |
|                         | Bloco de Esquerda                    | 93    | 8,14 / 100,00   | 1,48 |
|                         | CDS – Partido Popular                | 51    | 4,47 / 100,00   | -    |
|                         | CDU - Coligação Democrática Unitária | 28    | 2,45 / 100,00   | 1,34 |
|                         | Pessoas–Animais–Natureza             | 21    | 1,84 / 100,00   | 1,67 |
|                         | Reagir Incluir Reciclar              | 13    | 1,14 / 100,00   | Novo |
|                         | Outros (com menos de 1,00%)          | 38    | 3,33 / 100,00   |      |
| Votos Inválidos         | Votos Inválidos                      | 53    | 4,64 / 100,00   | 0,34 |
| Total                   | Total                                | 1 142 | 100,00 / 100,00 |      |
| Eleitorado/Participação | Eleitorado/Participação              | 1 782 | 64,09 / 100,00  | 1,29 |

#### Carvalhal
| Partido                 | Partido                              | Votos | %               | +/-  |
| ----------------------- | ------------------------------------ | ----- | --------------- | ---- |
|                         | Partido Social Democrata             | 346   | 42,40 / 100,00  | -    |
|                         | Partido Socialista                   | 290   | 35,54 / 100,00  | 8,53 |
|                         | Bloco de Esquerda                    | 55    | 6,74 / 100,00   | 2,03 |
|                         | CDS – Partido Popular                | 32    | 3,92 / 100,00   | -    |
|                         | CDU - Coligação Democrática Unitária | 14    | 1,72 / 100,00   | 0,12 |
|                         | Outros (com menos de 1,00%)          | 37    | 4,54 / 100,00   |      |
| Votos Inválidos         | Votos Inválidos                      | 42    | 5,15 / 100,00   | 1,71 |
| Total                   | Total                                | 816   | 100,00 / 100,00 |      |
| Eleitorado/Participação | Eleitorado/Participação              | 1 180 | 69,15 / 100,00  | 2,81 |

#### Carvalhos
| Partido                 | Partido                     | Votos | %               | +/-   |
| ----------------------- | --------------------------- | ----- | --------------- | ----- |
|                         | Partido Social Democrata    | 166   | 44,27 / 100,00  | -     |
|                         | Partido Socialista          | 135   | 36,00 / 100,00  | 11,00 |
|                         | Bloco de Esquerda           | 18    | 4,80 / 100,00   | 1,27  |
|                         | CDS – Partido Popular       | 17    | 4,53 / 100,00   | -     |
|                         | Pessoas–Animais–Natureza    | 8     | 2,13 / 100,00   | 1,86  |
|                         | Reagir Incluir Reciclar     | 8     | 2,13 / 100,00   | Novo  |
|                         | Outros (com menos de 1,00%) | 14    | 3,73 / 100,00   |       |
| Votos Inválidos         | Votos Inválidos             | 9     | 2,40 / 100,00   | 0,04  |
| Total                   | Total                       | 375   | 100,00 / 100,00 |       |
| Eleitorado/Participação | Eleitorado/Participação     | 657   | 57,08 / 100,00  | 3,04  |

#### Chorente, Goios, Courel, Pedra Furada e Gueral
| Partido                 | Partido                              | Votos | %               | +/-  |
| ----------------------- | ------------------------------------ | ----- | --------------- | ---- |
|                         | Partido Social Democrata             | 783   | 53,67 / 100,00  | -    |
|                         | Partido Socialista                   | 348   | 23,85 / 100,00  | 6,16 |
|                         | CDS – Partido Popular                | 115   | 7,88 / 100,00   | -    |
|                         | Bloco de Esquerda                    | 75    | 5,14 / 100,00   | 0,33 |
|                         | Pessoas–Animais–Natureza             | 18    | 1,23 / 100,00   | 0,73 |
|                         | CDU - Coligação Democrática Unitária | 15    | 1,03 / 100,00   | 0,72 |
|                         | Outros (com menos de 1,00%)          | 53    | 3,63 / 100,00   |      |
| Votos Inválidos         | Votos Inválidos                      | 52    | 3,56 / 100,00   | 1,06 |
| Total                   | Total                                | 1 459 | 100,00 / 100,00 |      |
| Eleitorado/Participação | Eleitorado/Participação              | 2 280 | 63,99 / 100,00  | 4,01 |

#### Cossourado
| Partido                 | Partido                              | Votos | %               | +/-  |
| ----------------------- | ------------------------------------ | ----- | --------------- | ---- |
|                         | Partido Social Democrata             | 206   | 44,59 / 100,00  | -    |
|                         | Partido Socialista                   | 135   | 29,22 / 100,00  | 0,83 |
|                         | CDS – Partido Popular                | 32    | 6,93 / 100,00   | -    |
|                         | Bloco de Esquerda                    | 30    | 6,49 / 100,00   | 3,15 |
|                         | Reagir Incluir Reciclar              | 11    | 2,38 / 100,00   | Novo |
|                         | CDU - Coligação Democrática Unitária | 9     | 1,95 / 100,00   | 0,28 |
|                         | Iniciativa Liberal                   | 6     | 1,30 / 100,00   | Novo |
|                         | Outros (com menos de 1,00%)          | 13    | 2,81 / 100,00   |      |
| Votos Inválidos         | Votos Inválidos                      | 20    | 4,33 / 100,00   | 2,45 |
| Total                   | Total                                | 462   | 100,00 / 100,00 |      |
| Eleitorado/Participação | Eleitorado/Participação              | 780   | 59,23 / 100,00  | 0,96 |

#### Creixomil e Mariz
| Partido                 | Partido                     | Votos | %               | +/-  |
| ----------------------- | --------------------------- | ----- | --------------- | ---- |
|                         | Partido Social Democrata    | 273   | 36,11 / 100,00  | -    |
|                         | Partido Socialista          | 264   | 34,92 / 100,00  | 7,16 |
|                         | CDS – Partido Popular       | 62    | 8,20 / 100,00   | -    |
|                         | Bloco de Esquerda           | 42    | 5,56 / 100,00   | 0,42 |
|                         | Pessoas–Animais–Natureza    | 22    | 2,91 / 100,00   | 2,01 |
|                         | LIVRE                       | 9     | 1,19 / 100,00   | 0,68 |
|                         | Reagir Incluir Reciclar     | 9     | 1,19 / 100,00   | Novo |
|                         | Iniciativa Liberal          | 8     | 1,06 / 100,00   | Novo |
|                         | Outros (com menos de 1,00%) | 23    | 3,04 / 100,00   |      |
| Votos Inválidos         | Votos Inválidos             | 44    | 5,83 / 100,00   | 1,98 |
| Total                   | Total                       | 756   | 100,00 / 100,00 |      |
| Eleitorado/Participação | Eleitorado/Participação     | 1 079 | 70,06 / 100,00  | 1,71 |

#### Cristelo
| Partido                 | Partido                              | Votos | %               | +/-     |
| ----------------------- | ------------------------------------ | ----- | --------------- | ------- |
|                         | Partido Social Democrata             | 414   | 47,42 / 100,00  | -       |
|                         | Partido Socialista                   | 242   | 27,72 / 100,00  | 9,28    |
|                         | CDS – Partido Popular                | 63    | 7,22 / 100,00   | -       |
|                         | Bloco de Esquerda                    | 45    | 5,15 / 100,00   | 0,94    |
|                         | Pessoas–Animais–Natureza             | 19    | 2,18 / 100,00   | 1,55    |
|                         | CDU - Coligação Democrática Unitária | 11    | 1,26 / 100,00   | Estável |
|                         | Reagir Incluir Reciclar              | 11    | 1,26 / 100,00   | Novo    |
|                         | CHEGA                                | 9     | 1,03 / 100,00   | Novo    |
|                         | Outros (com menos de 1,00%)          | 17    | 1,95 / 100,00   |         |
| Votos Inválidos         | Votos Inválidos                      | 42    | 4,81 / 100,00   | 0,48    |
| Total                   | Total                                | 873   | 100,00 / 100,00 |         |
| Eleitorado/Participação | Eleitorado/Participação              | 1 645 | 53,07 / 100,00  | 2,30    |

#### Durrães e Tregosa
| Partido                 | Partido                              | Votos | %               | +/-  |
| ----------------------- | ------------------------------------ | ----- | --------------- | ---- |
|                         | Partido Social Democrata             | 334   | 40,73 / 100,00  | -    |
|                         | Partido Socialista                   | 263   | 32,07 / 100,00  | 8,22 |
|                         | Bloco de Esquerda                    | 63    | 7,68 / 100,00   | 1,47 |
|                         | CDS – Partido Popular                | 44    | 5,37 / 100,00   | -    |
|                         | Pessoas–Animais–Natureza             | 19    | 2,32 / 100,00   | 1,82 |
|                         | CDU - Coligação Democrática Unitária | 17    | 2,07 / 100,00   | 0,08 |
|                         | Aliança                              | 10    | 1,22 / 100,00   | Novo |
|                         | Reagir Incluir Reciclar              | 9     | 1,10 / 100,00   | Novo |
|                         | Outros (com menos de 1,00%)          | 22    | 2,68 / 100,00   |      |
| Votos Inválidos         | Votos Inválidos                      | 39    | 4,76 / 100,00   | 0,71 |
| Total                   | Total                                | 820   | 100,00 / 100,00 |      |
| Eleitorado/Participação | Eleitorado/Participação              | 1 245 | 65,86 / 100,00  | 2,97 |

#### Fornelos
| Partido                 | Partido                     | Votos | %               | +/-  |
| ----------------------- | --------------------------- | ----- | --------------- | ---- |
|                         | Partido Social Democrata    | 182   | 42,03 / 100,00  | -    |
|                         | Partido Socialista          | 114   | 26,33 / 100,00  | 9,81 |
|                         | CDS – Partido Popular       | 74    | 17,09 / 100,00  | -    |
|                         | Bloco de Esquerda           | 15    | 3,46 / 100,00   | 0,78 |
|                         | Reagir Incluir Reciclar     | 8     | 1,85 / 100,00   | Novo |
|                         | Pessoas–Animais–Natureza    | 5     | 1,15 / 100,00   | 0,48 |
|                         | Outros (com menos de 1,00%) | 17    | 3,93 / 100,00   |      |
| Votos Inválidos         | Votos Inválidos             | 18    | 4,16 / 100,00   | 1,26 |
| Total                   | Total                       | 433   | 100,00 / 100,00 |      |
| Eleitorado/Participação | Eleitorado/Participação     | 710   | 60,99 / 100,00  | 2,92 |

#### Fragoso
| Partido                 | Partido                              | Votos | %               | +/-  |
| ----------------------- | ------------------------------------ | ----- | --------------- | ---- |
|                         | Partido Social Democrata             | 478   | 42,26 / 100,00  | -    |
|                         | Partido Socialista                   | 390   | 34,48 / 100,00  | 3,80 |
|                         | Bloco de Esquerda                    | 71    | 6,28 / 100,00   | 0,01 |
|                         | CDS – Partido Popular                | 47    | 4,16 / 100,00   | -    |
|                         | Pessoas–Animais–Natureza             | 19    | 1,68 / 100,00   | 1,00 |
|                         | CDU - Coligação Democrática Unitária | 14    | 1,24 / 100,00   | 0,54 |
|                         | Outros (com menos de 1,00%)          | 52    | 4,60 / 100,00   |      |
| Votos Inválidos         | Votos Inválidos                      | 60    | 5,30 / 100,00   | 1,31 |
| Total                   | Total                                | 1 131 | 100,00 / 100,00 |      |
| Eleitorado/Participação | Eleitorado/Participação              | 1 938 | 58,36 / 100,00  | 1,30 |

#### Galegos Santa Maria
| Partido                 | Partido                              | Votos | %               | +/-  |
| ----------------------- | ------------------------------------ | ----- | --------------- | ---- |
|                         | Partido Social Democrata             | 817   | 47,81 / 100,00  | -    |
|                         | Partido Socialista                   | 466   | 27,27 / 100,00  | 5,64 |
|                         | Bloco de Esquerda                    | 121   | 7,08 / 100,00   | 0,48 |
|                         | CDS – Partido Popular                | 65    | 3,80 / 100,00   | -    |
|                         | Pessoas–Animais–Natureza             | 44    | 2,57 / 100,00   | 1,83 |
|                         | CDU - Coligação Democrática Unitária | 21    | 1,23 / 100,00   | 0,42 |
|                         | Iniciativa Liberal                   | 19    | 1,11 / 100,00   | Novo |
|                         | Outros (com menos de 1,00%)          | 76    | 4,45 / 100,00   |      |
| Votos Inválidos         | Votos Inválidos                      | 80    | 4,68 / 100,00   | 1,38 |
| Total                   | Total                                | 1 709 | 100,00 / 100,00 |      |
| Eleitorado/Participação | Eleitorado/Participação              | 2 539 | 67,31 / 100,00  | 0,63 |

#### Galegos São Martinho
| Partido                 | Partido                              | Votos | %               | +/-     |
| ----------------------- | ------------------------------------ | ----- | --------------- | ------- |
|                         | Partido Social Democrata             | 416   | 41,19 / 100,00  | -       |
|                         | Partido Socialista                   | 298   | 29,50 / 100,00  | 6,41    |
|                         | Bloco de Esquerda                    | 86    | 8,51 / 100,00   | 0,60    |
|                         | CDS – Partido Popular                | 46    | 4,55 / 100,00   | -       |
|                         | Pessoas–Animais–Natureza             | 34    | 3,37 / 100,00   | 1,88    |
|                         | CDU - Coligação Democrática Unitária | 16    | 1,58 / 100,00   | Estável |
|                         | Outros (com menos de 1,00%)          | 49    | 4,85 / 100,00   |         |
| Votos Inválidos         | Votos Inválidos                      | 65    | 6,44 / 100,00   | 3,00    |
| Total                   | Total                                | 1 010 | 100,00 / 100,00 |         |
| Eleitorado/Participação | Eleitorado/Participação              | 1 740 | 58,05 / 100,00  | 2,94    |

#### Gamil e Midões
| Partido                 | Partido                              | Votos | %               | +/-  |
| ----------------------- | ------------------------------------ | ----- | --------------- | ---- |
|                         | Partido Socialista                   | 319   | 37,14 / 100,00  | 3,96 |
|                         | Partido Social Democrata             | 268   | 31,20 / 100,00  | -    |
|                         | Bloco de Esquerda                    | 100   | 11,64 / 100,00  | 2,14 |
|                         | CDS – Partido Popular                | 49    | 5,70 / 100,00   | -    |
|                         | Pessoas–Animais–Natureza             | 22    | 2,56 / 100,00   | 1,67 |
|                         | CDU - Coligação Democrática Unitária | 13    | 1,51 / 100,00   | 0,61 |
|                         | Reagir Incluir Reciclar              | 11    | 1,28 / 100,00   | Novo |
|                         | CHEGA                                | 10    | 1,16 / 100,00   | Novo |
|                         | Outros (com menos de 1,00%)          | 24    | 2,79 / 100,00   |      |
| Votos Inválidos         | Votos Inválidos                      | 43    | 5,00 / 100,00   | 1,99 |
| Total                   | Total                                | 859   | 100,00 / 100,00 |      |
| Eleitorado/Participação | Eleitorado/Participação              | 1 265 | 67,91 / 100,00  | 2,79 |

#### Gilmonde
| Partido                 | Partido                              | Votos | %               | +/-  |
| ----------------------- | ------------------------------------ | ----- | --------------- | ---- |
|                         | Partido Social Democrata             | 408   | 44,54 / 100,00  | -    |
|                         | Partido Socialista                   | 248   | 27,07 / 100,00  | 4,26 |
|                         | Bloco de Esquerda                    | 71    | 7,75 / 100,00   | 0,18 |
|                         | CDS – Partido Popular                | 32    | 3,49 / 100,00   | -    |
|                         | Pessoas–Animais–Natureza             | 27    | 2,95 / 100,00   | 2,30 |
|                         | CDU - Coligação Democrática Unitária | 12    | 1,31 / 100,00   | 0,64 |
|                         | Reagir Incluir Reciclar              | 12    | 1,31 / 100,00   | Novo |
|                         | CHEGA                                | 11    | 1,20 / 100,00   | Novo |
|                         | Outros (com menos de 1,00%)          | 32    | 3,49 / 100,00   |      |
| Votos Inválidos         | Votos Inválidos                      | 63    | 6,88 / 100,00   | 3,10 |
| Total                   | Total                                | 916   | 100,00 / 100,00 |      |
| Eleitorado/Participação | Eleitorado/Participação              | 1 445 | 63,39 / 100,00  | 2,31 |

#### Lama
| Partido                 | Partido                              | Votos | %               | +/-  |
| ----------------------- | ------------------------------------ | ----- | --------------- | ---- |
|                         | Partido Social Democrata             | 374   | 51,02 / 100,00  | -    |
|                         | Partido Socialista                   | 156   | 21,28 / 100,00  | 2,90 |
|                         | Bloco de Esquerda                    | 51    | 6,96 / 100,00   | 1,69 |
|                         | CDS – Partido Popular                | 46    | 6,28 / 100,00   | -    |
|                         | Pessoas–Animais–Natureza             | 21    | 2,86 / 100,00   | 2,47 |
|                         | CDU - Coligação Democrática Unitária | 13    | 1,77 / 100,00   | 0,87 |
|                         | CHEGA                                | 8     | 1,09 / 100,00   | Novo |
|                         | Outros (com menos de 1,00%)          | 23    | 3,14 / 100,00   |      |
| Votos Inválidos         | Votos Inválidos                      | 41    | 5,59 / 100,00   | 1,35 |
| Total                   | Total                                | 733   | 100,00 / 100,00 |      |
| Eleitorado/Participação | Eleitorado/Participação              | 1 144 | 64,07 / 100,00  | 2,83 |

#### Lijó
| Partido                 | Partido                              | Votos | %               | +/-  |
| ----------------------- | ------------------------------------ | ----- | --------------- | ---- |
|                         | Partido Social Democrata             | 605   | 43,90 / 100,00  | -    |
|                         | Partido Socialista                   | 405   | 29,39 / 100,00  | 6,94 |
|                         | Bloco de Esquerda                    | 95    | 6,89 / 100,00   | 0,37 |
|                         | CDS – Partido Popular                | 55    | 3,99 / 100,00   | -    |
|                         | Pessoas–Animais–Natureza             | 37    | 2,69 / 100,00   | 2,05 |
|                         | CDU - Coligação Democrática Unitária | 28    | 2,03 / 100,00   | 0,38 |
|                         | Reagir Incluir Reciclar              | 14    | 1,02 / 100,00   | Novo |
|                         | Outros (com menos de 1,00%)          | 56    | 4,06 / 100,00   |      |
| Votos Inválidos         | Votos Inválidos                      | 83    | 6,02 / 100,00   | 1,91 |
| Total                   | Total                                | 1 378 | 100,00 / 100,00 |      |
| Eleitorado/Participação | Eleitorado/Participação              | 2 080 | 66,25 / 100,00  | 1,41 |

#### Macieira de Rates
| Partido                 | Partido                     | Votos | %               | +/-  |
| ----------------------- | --------------------------- | ----- | --------------- | ---- |
|                         | Partido Social Democrata    | 636   | 57,09 / 100,00  | -    |
|                         | Partido Socialista          | 184   | 16,52 / 100,00  | 7,16 |
|                         | CDS – Partido Popular       | 156   | 14,00 / 100,00  | -    |
|                         | Bloco de Esquerda           | 28    | 2,51 / 100,00   | 1,02 |
|                         | Pessoas–Animais–Natureza    | 16    | 1,44 / 100,00   | 1,09 |
|                         | Outros (com menos de 1,00%) | 39    | 3,50 / 100,00   |      |
| Votos Inválidos         | Votos Inválidos             | 55    | 4,93 / 100,00   | 1,14 |
| Total                   | Total                       | 1 114 | 100,00 / 100,00 |      |
| Eleitorado/Participação | Eleitorado/Participação     | 1 590 | 70,06 / 100,00  | 1,60 |

#### Manhente
| Partido                 | Partido                              | Votos | %               | +/-  |
| ----------------------- | ------------------------------------ | ----- | --------------- | ---- |
|                         | Partido Social Democrata             | 491   | 43,45 / 100,00  | -    |
|                         | Partido Socialista                   | 284   | 25,13 / 100,00  | 1,62 |
|                         | Bloco de Esquerda                    | 117   | 10,35 / 100,00  | 1,00 |
|                         | CDS – Partido Popular                | 40    | 3,54 / 100,00   | -    |
|                         | CDU - Coligação Democrática Unitária | 31    | 2,74 / 100,00   | 1,53 |
|                         | Pessoas–Animais–Natureza             | 25    | 2,21 / 100,00   | 1,85 |
|                         | Aliança                              | 13    | 1,15 / 100,00   | Novo |
|                         | CHEGA                                | 13    | 1,15 / 100,00   | Novo |
|                         | Iniciativa Liberal                   | 12    | 1,06 / 100,00   | Novo |
|                         | Outros (com menos de 1,00%)          | 35    | 3,09 / 100,00   |      |
| Votos Inválidos         | Votos Inválidos                      | 69    | 6,11 / 100,00   | 3,26 |
| Total                   | Total                                | 1 130 | 100,00 / 100,00 |      |
| Eleitorado/Participação | Eleitorado/Participação              | 1 658 | 68,15 / 100,00  | 0,90 |

#### Martim
| Partido                 | Partido                              | Votos | %               | +/-  |
| ----------------------- | ------------------------------------ | ----- | --------------- | ---- |
|                         | Partido Social Democrata             | 472   | 39,90 / 100,00  | -    |
|                         | Partido Socialista                   | 403   | 34,07 / 100,00  | 8,57 |
|                         | Bloco de Esquerda                    | 65    | 5,49 / 100,00   | 1,27 |
|                         | CDS – Partido Popular                | 57    | 4,82 / 100,00   | -    |
|                         | CDU - Coligação Democrática Unitária | 35    | 2,96 / 100,00   | 2,16 |
|                         | Pessoas–Animais–Natureza             | 30    | 2,54 / 100,00   | 2,02 |
|                         | Outros (com menos de 1,00%)          | 46    | 3,89 / 100,00   |      |
| Votos Inválidos         | Votos Inválidos                      | 75    | 6,34 / 100,00   | 2,00 |
| Total                   | Total                                | 1 183 | 100,00 / 100,00 |      |
| Eleitorado/Participação | Eleitorado/Participação              | 1 974 | 59,93 / 100,00  | 3,55 |

#### Milhazes, Vilar de Figos e Faria
| Partido                 | Partido                              | Votos | %               | +/-  |
| ----------------------- | ------------------------------------ | ----- | --------------- | ---- |
|                         | Partido Social Democrata             | 641   | 51,24 / 100,00  | -    |
|                         | Partido Socialista                   | 292   | 23,34 / 100,00  | 5,53 |
|                         | CDS – Partido Popular                | 87    | 6,95 / 100,00   | -    |
|                         | Bloco de Esquerda                    | 84    | 6,71 / 100,00   | 2,50 |
|                         | Pessoas–Animais–Natureza             | 22    | 1,76 / 100,00   | 1,12 |
|                         | CDU - Coligação Democrática Unitária | 21    | 1,68 / 100,00   | 0,17 |
|                         | LIVRE                                | 13    | 1,04 / 100,00   | 0,80 |
|                         | Reagir Incluir Reciclar              | 13    | 1,04 / 100,00   | Novo |
|                         | Outros (com menos de 1,00%)          | 20    | 1,60 / 100,00   |      |
| Votos Inválidos         | Votos Inválidos                      | 58    | 4,64 / 100,00   | 1,30 |
| Total                   | Total                                | 1 251 | 100,00 / 100,00 |      |
| Eleitorado/Participação | Eleitorado/Participação              | 1 870 | 66,90 / 100,00  | 1,17 |

#### Moure
| Partido                 | Partido                              | Votos | %               | +/-  |
| ----------------------- | ------------------------------------ | ----- | --------------- | ---- |
|                         | Partido Social Democrata             | 204   | 37,85 / 100,00  | -    |
|                         | Partido Socialista                   | 192   | 35,62 / 100,00  | 2,65 |
|                         | Bloco de Esquerda                    | 30    | 5,57 / 100,00   | 1,20 |
|                         | CDS – Partido Popular                | 27    | 5,01 / 100,00   | -    |
|                         | CDU - Coligação Democrática Unitária | 23    | 4,27 / 100,00   | 0,81 |
|                         | Pessoas–Animais–Natureza             | 12    | 2,23 / 100,00   | 1,68 |
|                         | LIVRE                                | 6     | 1,11 / 100,00   | 0,56 |
|                         | Outros (com menos de 1,00%)          | 13    | 2,41 / 100,00   |      |
| Votos Inválidos         | Votos Inválidos                      | 32    | 5,94 / 100,00   | 3,57 |
| Total                   | Total                                | 539   | 100,00 / 100,00 |      |
| Eleitorado/Participação | Eleitorado/Participação              | 799   | 67,46 / 100,00  | 0,40 |

#### Negreiros e Chavão
| Partido                 | Partido                     | Votos | %               | +/-  |
| ----------------------- | --------------------------- | ----- | --------------- | ---- |
|                         | Partido Social Democrata    | 890   | 65,01 / 100,00  | -    |
|                         | Partido Socialista          | 200   | 14,61 / 100,00  | 5,19 |
|                         | CDS – Partido Popular       | 83    | 6,06 / 100,00   | -    |
|                         | Bloco de Esquerda           | 56    | 4,09 / 100,00   | 1,04 |
|                         | Pessoas–Animais–Natureza    | 18    | 1,31 / 100,00   | 1,04 |
|                         | Reagir Incluir Reciclar     | 15    | 1,10 / 100,00   | Novo |
|                         | Outros (com menos de 1,00%) | 48    | 3,51 / 100,00   |      |
| Votos Inválidos         | Votos Inválidos             | 59    | 4,31 / 100,00   | 1,87 |
| Total                   | Total                       | 1 369 | 100,00 / 100,00 |      |
| Eleitorado/Participação | Eleitorado/Participação     | 2 063 | 66,36 / 100,00  | 3,86 |

#### Oliveira
| Partido                 | Partido                     | Votos | %               | +/-  |
| ----------------------- | --------------------------- | ----- | --------------- | ---- |
|                         | Partido Social Democrata    | 287   | 48,64 / 100,00  | -    |
|                         | Partido Socialista          | 148   | 25,08 / 100,00  | 9,10 |
|                         | Bloco de Esquerda           | 41    | 6,95 / 100,00   | 1,35 |
|                         | CDS – Partido Popular       | 34    | 5,76 / 100,00   | -    |
|                         | Pessoas–Animais–Natureza    | 10    | 1,69 / 100,00   | 0,70 |
|                         | CHEGA                       | 8     | 1,36 / 100,00   | Novo |
|                         | Outros (com menos de 1,00%) | 23    | 3,90 / 100,00   |      |
| Votos Inválidos         | Votos Inválidos             | 39    | 6,61 / 100,00   | 2,66 |
| Total                   | Total                       | 590   | 100,00 / 100,00 |      |
| Eleitorado/Participação | Eleitorado/Participação     | 953   | 61,91 / 100,00  | 1,45 |

#### Palme
| Partido                 | Partido                     | Votos | %               | +/-  |
| ----------------------- | --------------------------- | ----- | --------------- | ---- |
|                         | Partido Social Democrata    | 266   | 49,53 / 100,00  | -    |
|                         | Partido Socialista          | 151   | 28,12 / 100,00  | 3,85 |
|                         | CDS – Partido Popular       | 32    | 5,96 / 100,00   | -    |
|                         | Bloco de Esquerda           | 27    | 5,03 / 100,00   | 0,98 |
|                         | Reagir Incluir Reciclar     | 10    | 1,86 / 100,00   | Novo |
|                         | Pessoas–Animais–Natureza    | 6     | 1,12 / 100,00   | 0,63 |
|                         | Outros (com menos de 1,00%) | 18    | 3,36 / 100,00   |      |
| Votos Inválidos         | Votos Inválidos             | 27    | 5,03 / 100,00   | 0,99 |
| Total                   | Total                       | 537   | 100,00 / 100,00 |      |
| Eleitorado/Participação | Eleitorado/Participação     | 933   | 57,56 / 100,00  | 5,89 |

#### Panque
| Partido                 | Partido                              | Votos | %               | +/-   |
| ----------------------- | ------------------------------------ | ----- | --------------- | ----- |
|                         | Partido Social Democrata             | 187   | 52,09 / 100,00  | -     |
|                         | Partido Socialista                   | 86    | 23,96 / 100,00  | 11,96 |
|                         | CDS – Partido Popular                | 19    | 5,29 / 100,00   | -     |
|                         | Bloco de Esquerda                    | 10    | 2,79 / 100,00   | 2,01  |
|                         | CDU - Coligação Democrática Unitária | 8     | 2,23 / 100,00   | 0,17  |
|                         | Pessoas–Animais–Natureza             | 8     | 2,23 / 100,00   | 1,43  |
|                         | Iniciativa Liberal                   | 6     | 1,67 / 100,00   | Novo  |
|                         | CHEGA                                | 4     | 1,11 / 100,00   | Novo  |
|                         | Reagir Incluir Reciclar              | 4     | 1,11 / 100,00   | Novo  |
|                         | Outros (com menos de 1,00%)          | 7     | 1,95 / 100,00   |       |
| Votos Inválidos         | Votos Inválidos                      | 20    | 5,57 / 100,00   | 2,37  |
| Total                   | Total                                | 359   | 100,00 / 100,00 |       |
| Eleitorado/Participação | Eleitorado/Participação              | 628   | 57,17 / 100,00  | 0,01  |

#### Paradela
| Partido                 | Partido                              | Votos | %               | +/-  |
| ----------------------- | ------------------------------------ | ----- | --------------- | ---- |
|                         | Partido Social Democrata             | 259   | 57,30 / 100,00  | -    |
|                         | Partido Socialista                   | 106   | 23,45 / 100,00  | 4,40 |
|                         | CDS – Partido Popular                | 28    | 6,19 / 100,00   | -    |
|                         | Bloco de Esquerda                    | 12    | 2,65 / 100,00   | 3,77 |
|                         | CDU - Coligação Democrática Unitária | 7     | 1,55 / 100,00   | 0,31 |
|                         | Outros (com menos de 1,00%)          | 18    | 3,98 / 100,00   |      |
| Votos Inválidos         | Votos Inválidos                      | 22    | 4,87 / 100,00   | 1,35 |
| Total                   | Total                                | 452   | 100,00 / 100,00 |      |
| Eleitorado/Participação | Eleitorado/Participação              | 721   | 62,69 / 100,00  | 3,29 |

#### Pereira
| Partido                 | Partido                              | Votos | %               | +/-  |
| ----------------------- | ------------------------------------ | ----- | --------------- | ---- |
|                         | Partido Social Democrata             | 307   | 39,06 / 100,00  | -    |
|                         | Partido Socialista                   | 279   | 35,50 / 100,00  | 7,51 |
|                         | CDS – Partido Popular                | 54    | 6,87 / 100,00   | -    |
|                         | Bloco de Esquerda                    | 42    | 5,34 / 100,00   | 0,65 |
|                         | CDU - Coligação Democrática Unitária | 15    | 1,91 / 100,00   | 0,18 |
|                         | Pessoas–Animais–Natureza             | 9     | 1,15 / 100,00   | 1,03 |
|                         | Outros (com menos de 1,00%)          | 33    | 4,20 / 100,00   |      |
| Votos Inválidos         | Votos Inválidos                      | 47    | 5,98 / 100,00   | 2,89 |
| Total                   | Total                                | 786   | 100,00 / 100,00 |      |
| Eleitorado/Participação | Eleitorado/Participação              | 1 141 | 68,89 / 100,00  | 1,57 |

#### Perelhal
| Partido                 | Partido                     | Votos | %               | +/-   |
| ----------------------- | --------------------------- | ----- | --------------- | ----- |
|                         | Partido Social Democrata    | 205   | 20,81 / 100,00  | -     |
|                         | Partido Socialista          | 184   | 18,68 / 100,00  | 5,52  |
|                         | Bloco de Esquerda           | 30    | 3,05 / 100,00   | 1,04  |
|                         | CDS – Partido Popular       | 20    | 2,03 / 100,00   | -     |
|                         | Pessoas–Animais–Natureza    | 15    | 1,52 / 100,00   | 0,77  |
|                         | Outros (com menos de 1,00%) | 24    | 2,44 / 100,00   |       |
| Votos Inválidos         | Votos Inválidos             | 507   | 51,47 / 100,00  | 46,83 |
| Total                   | Total                       | 985   | 100,00 / 100,00 |       |
| Eleitorado/Participação | Eleitorado/Participação     | 1 545 | 63,75 / 100,00  | 5,36  |

#### Pousa
| Partido                 | Partido                              | Votos | %               | +/-  |
| ----------------------- | ------------------------------------ | ----- | --------------- | ---- |
|                         | Partido Social Democrata             | 422   | 36,01 / 100,00  | -    |
|                         | Partido Socialista                   | 411   | 35,07 / 100,00  | 7,83 |
|                         | Bloco de Esquerda                    | 89    | 7,59 / 100,00   | 0,78 |
|                         | CDS – Partido Popular                | 62    | 5,29 / 100,00   | -    |
|                         | Pessoas–Animais–Natureza             | 41    | 3,50 / 100,00   | 1,61 |
|                         | CDU - Coligação Democrática Unitária | 30    | 2,56 / 100,00   | 1,13 |
|                         | Reagir Incluir Reciclar              | 17    | 1,45 / 100,00   | Novo |
|                         | Outros (com menos de 1,00%)          | 43    | 3,67 / 100,00   |      |
| Votos Inválidos         | Votos Inválidos                      | 57    | 4,86 / 100,00   | 1,42 |
| Total                   | Total                                | 1 172 | 100,00 / 100,00 |      |
| Eleitorado/Participação | Eleitorado/Participação              | 1 982 | 59,13 / 100,00  | 0,27 |

#### Quintiães e Aguiar
| Partido                 | Partido                              | Votos | %               | +/-  |
| ----------------------- | ------------------------------------ | ----- | --------------- | ---- |
|                         | Partido Social Democrata             | 299   | 45,58 / 100,00  | -    |
|                         | Partido Socialista                   | 183   | 27,90 / 100,00  | 9,25 |
|                         | Bloco de Esquerda                    | 52    | 7,93 / 100,00   | 3,20 |
|                         | CDS – Partido Popular                | 45    | 6,86 / 100,00   | -    |
|                         | Pessoas–Animais–Natureza             | 16    | 2,44 / 100,00   | 1,58 |
|                         | CDU - Coligação Democrática Unitária | 8     | 1,22 / 100,00   | 1,36 |
|                         | Outros (com menos de 1,00%)          | 23    | 3,50 / 100,00   |      |
| Votos Inválidos         | Votos Inválidos                      | 30    | 4,57 / 100,00   | 1,70 |
| Total                   | Total                                | 656   | 100,00 / 100,00 |      |
| Eleitorado/Participação | Eleitorado/Participação              | 1 034 | 63,44 / 100,00  | 0,25 |

#### Remelhe
| Partido                 | Partido                              | Votos | %               | +/-  |
| ----------------------- | ------------------------------------ | ----- | --------------- | ---- |
|                         | Partido Social Democrata             | 336   | 43,19 / 100,00  | -    |
|                         | Partido Socialista                   | 188   | 24,16 / 100,00  | 5,68 |
|                         | CDS – Partido Popular                | 86    | 11,05 / 100,00  | -    |
|                         | Bloco de Esquerda                    | 46    | 5,91 / 100,00   | 1,56 |
|                         | Pessoas–Animais–Natureza             | 20    | 2,57 / 100,00   | 1,48 |
|                         | CDU - Coligação Democrática Unitária | 17    | 2,19 / 100,00   | 0,02 |
|                         | Outros (com menos de 1,00%)          | 31    | 3,98 / 100,00   |      |
| Votos Inválidos         | Votos Inválidos                      | 54    | 6,95 / 100,00   | 3,57 |
| Total                   | Total                                | 778   | 100,00 / 100,00 |      |
| Eleitorado/Participação | Eleitorado/Participação              | 1 236 | 62,94 / 100,00  | 3,83 |

#### Rio Covo Santa Eugénia
| Partido                 | Partido                              | Votos | %               | +/-  |
| ----------------------- | ------------------------------------ | ----- | --------------- | ---- |
|                         | Partido Socialista                   | 328   | 36,04 / 100,00  | 1,59 |
|                         | Partido Social Democrata             | 323   | 35,49 / 100,00  | -    |
|                         | Bloco de Esquerda                    | 93    | 10,22 / 100,00  | 0,20 |
|                         | Pessoas–Animais–Natureza             | 33    | 3,63 / 100,00   | 3,31 |
|                         | CDU - Coligação Democrática Unitária | 28    | 3,08 / 100,00   | 1,93 |
|                         | CDS – Partido Popular                | 25    | 2,75 / 100,00   | -    |
|                         | Outros (com menos de 1,00%)          | 30    | 3,30 / 100,00   |      |
| Votos Inválidos         | Votos Inválidos                      | 50    | 5,50 / 100,00   | 2,84 |
| Total                   | Total                                | 910   | 100,00 / 100,00 |      |
| Eleitorado/Participação | Eleitorado/Participação              | 1 403 | 64,86 / 100,00  | 2,43 |

#### Roriz
| Partido                 | Partido                              | Votos | %               | +/-  |
| ----------------------- | ------------------------------------ | ----- | --------------- | ---- |
|                         | Partido Social Democrata             | 582   | 50,83 / 100,00  | -    |
|                         | Partido Socialista                   | 252   | 22,01 / 100,00  | 9,55 |
|                         | CDS – Partido Popular                | 85    | 7,42 / 100,00   | -    |
|                         | Bloco de Esquerda                    | 70    | 6,11 / 100,00   | 1,41 |
|                         | CDU - Coligação Democrática Unitária | 17    | 1,48 / 100,00   | 0,25 |
|                         | Pessoas–Animais–Natureza             | 16    | 1,40 / 100,00   | 0,90 |
|                         | Reagir Incluir Reciclar              | 13    | 1,14 / 100,00   | Novo |
|                         | Outros (com menos de 1,00%)          | 45    | 3,93 / 100,00   |      |
| Votos Inválidos         | Votos Inválidos                      | 65    | 5,68 / 100,00   | 3,20 |
| Total                   | Total                                | 1 145 | 100,00 / 100,00 |      |
| Eleitorado/Participação | Eleitorado/Participação              | 1 872 | 61,16 / 100,00  | 4,14 |

#### Sequeade e Bastuço
| Partido                 | Partido                              | Votos | %               | +/-  |
| ----------------------- | ------------------------------------ | ----- | --------------- | ---- |
|                         | Partido Socialista                   | 414   | 39,20 / 100,00  | 8,07 |
|                         | Partido Social Democrata             | 362   | 34,28 / 100,00  | -    |
|                         | Bloco de Esquerda                    | 58    | 5,49 / 100,00   | 0,06 |
|                         | CDS – Partido Popular                | 50    | 4,73 / 100,00   | -    |
|                         | Pessoas–Animais–Natureza             | 28    | 2,65 / 100,00   | 0,95 |
|                         | CDU - Coligação Democrática Unitária | 27    | 2,56 / 100,00   | 1,29 |
|                         | Reagir Incluir Reciclar              | 13    | 1,23 / 100,00   | Novo |
|                         | Outros (com menos de 1,00%)          | 40    | 3,79 / 100,00   |      |
| Votos Inválidos         | Votos Inválidos                      | 64    | 6,07 / 100,00   | 2,22 |
| Total                   | Total                                | 1 056 | 100,00 / 100,00 |      |
| Eleitorado/Participação | Eleitorado/Participação              | 1 713 | 61,65 / 100,00  | 2,05 |

#### Silva
| Partido                 | Partido                              | Votos | %               | +/-  |
| ----------------------- | ------------------------------------ | ----- | --------------- | ---- |
|                         | Partido Socialista                   | 229   | 39,76 / 100,00  | 7,43 |
|                         | Partido Social Democrata             | 192   | 33,33 / 100,00  | -    |
|                         | Bloco de Esquerda                    | 46    | 7,99 / 100,00   | 1,52 |
|                         | CDS – Partido Popular                | 28    | 4,86 / 100,00   | -    |
|                         | Pessoas–Animais–Natureza             | 12    | 2,08 / 100,00   | 1,47 |
|                         | CDU - Coligação Democrática Unitária | 7     | 1,22 / 100,00   | 0,47 |
|                         | LIVRE                                | 6     | 1,04 / 100,00   | 0,58 |
|                         | Outros (com menos de 1,00%)          | 29    | 5,04 / 100,00   |      |
| Votos Inválidos         | Votos Inválidos                      | 27    | 4,69 / 100,00   | 1,47 |
| Total                   | Total                                | 576   | 100,00 / 100,00 |      |
| Eleitorado/Participação | Eleitorado/Participação              | 816   | 70,59 / 100,00  | 5,94 |

#### Silveiros e Rio Covo Santa Eulália
| Partido                 | Partido                                         | Votos | %               | +/-   |
| ----------------------- | ----------------------------------------------- | ----- | --------------- | ----- |
|                         | Partido Socialista                              | 417   | 37,10 / 100,00  | 11,97 |
|                         | Partido Social Democrata                        | 414   | 36,83 / 100,00  | -     |
|                         | Bloco de Esquerda                               | 83    | 7,38 / 100,00   | 0,82  |
|                         | CDS – Partido Popular                           | 44    | 3,91 / 100,00   | -     |
|                         | CDU - Coligação Democrática Unitária            | 28    | 2,49 / 100,00   | 2,18  |
|                         | Partido Comunista dos Trabalhadores Portugueses | 13    | 1,16 / 100,00   | 0,10  |
|                         | Pessoas–Animais–Natureza                        | 12    | 1,07 / 100,00   | 0,45  |
|                         | CHEGA                                           | 12    | 1,07 / 100,00   | Novo  |
|                         | Outros (com menos de 1,00%)                     | 46    | 4,09 / 100,00   |       |
| Votos Inválidos         | Votos Inválidos                                 | 55    | 4,89 / 100,00   | 0,31  |
| Total                   | Total                                           | 1 124 | 100,00 / 100,00 |       |
| Eleitorado/Participação | Eleitorado/Participação                         | 1 814 | 61,96 / 100,00  | 0,06  |

#### Tamel Santa Leocádia e Vilar do Monte
| Partido                 | Partido                              | Votos | %               | +/-   |
| ----------------------- | ------------------------------------ | ----- | --------------- | ----- |
|                         | Partido Social Democrata             | 317   | 40,85 / 100,00  | -     |
|                         | Partido Socialista                   | 250   | 32,22 / 100,00  | 12,03 |
|                         | Bloco de Esquerda                    | 60    | 7,73 / 100,00   | 1,40  |
|                         | CDS – Partido Popular                | 34    | 4,38 / 100,00   | -     |
|                         | Pessoas–Animais–Natureza             | 18    | 2,32 / 100,00   | 1,96  |
|                         | Reagir Incluir Reciclar              | 9     | 1,16 / 100,00   | Novo  |
|                         | CDU - Coligação Democrática Unitária | 8     | 1,03 / 100,00   | 1,60  |
|                         | Outros (com menos de 1,00%)          | 36    | 4,64 / 100,00   |       |
| Votos Inválidos         | Votos Inválidos                      | 44    | 5,67 / 100,00   | 0,18  |
| Total                   | Total                                | 776   | 100,00 / 100,00 |       |
| Eleitorado/Participação | Eleitorado/Participação              | 1 191 | 65,16 / 100,00  | 3,06  |

#### Tamel São Veríssimo
| Partido                 | Partido                              | Votos | %               | +/-  |
| ----------------------- | ------------------------------------ | ----- | --------------- | ---- |
|                         | Partido Socialista                   | 652   | 38,79 / 100,00  | 6,62 |
|                         | Partido Social Democrata             | 504   | 29,98 / 100,00  | -    |
|                         | Bloco de Esquerda                    | 229   | 13,62 / 100,00  | 3,57 |
|                         | CDS – Partido Popular                | 65    | 3,87 / 100,00   | -    |
|                         | CDU - Coligação Democrática Unitária | 39    | 2,32 / 100,00   | 0,67 |
|                         | Pessoas–Animais–Natureza             | 38    | 2,26 / 100,00   | 1,30 |
|                         | LIVRE                                | 17    | 1,01 / 100,00   | 0,90 |
|                         | Outros (com menos de 1,00%)          | 49    | 2,92 / 100,00   |      |
| Votos Inválidos         | Votos Inválidos                      | 88    | 5,23 / 100,00   | 2,07 |
| Total                   | Total                                | 1 681 | 100,00 / 100,00 |      |
| Eleitorado/Participação | Eleitorado/Participação              | 2 654 | 63,34 / 100,00  | 2,63 |

#### Ucha
| Partido                 | Partido                              | Votos | %               | +/-  |
| ----------------------- | ------------------------------------ | ----- | --------------- | ---- |
|                         | Partido Social Democrata             | 319   | 37,40 / 100,00  | -    |
|                         | Partido Socialista                   | 312   | 36,58 / 100,00  | 9,56 |
|                         | Bloco de Esquerda                    | 56    | 6,57 / 100,00   | 1,03 |
|                         | CDS – Partido Popular                | 38    | 4,45 / 100,00   | -    |
|                         | CDU - Coligação Democrática Unitária | 18    | 2,11 / 100,00   | 0,61 |
|                         | Pessoas–Animais–Natureza             | 16    | 1,88 / 100,00   | 1,53 |
|                         | Outros (com menos de 1,00%)          | 38    | 4,45 / 100,00   |      |
| Votos Inválidos         | Votos Inválidos                      | 56    | 6,56 / 100,00   | 2,87 |
| Total                   | Total                                | 853   | 100,00 / 100,00 |      |
| Eleitorado/Participação | Eleitorado/Participação              | 1 317 | 64,77 / 100,00  | 0,39 |

#### Várzea
| Partido                 | Partido                              | Votos | %               | +/-  |
| ----------------------- | ------------------------------------ | ----- | --------------- | ---- |
|                         | Partido Socialista                   | 463   | 43,93 / 100,00  | 9,70 |
|                         | Partido Social Democrata             | 330   | 31,31 / 100,00  | -    |
|                         | Bloco de Esquerda                    | 67    | 6,36 / 100,00   | 1,02 |
|                         | CDS – Partido Popular                | 37    | 3,51 / 100,00   | -    |
|                         | CDU - Coligação Democrática Unitária | 22    | 2,09 / 100,00   | 0,59 |
|                         | Pessoas–Animais–Natureza             | 17    | 1,61 / 100,00   | 0,84 |
|                         | CHEGA                                | 12    | 1,14 / 100,00   | Novo |
|                         | Outros (com menos de 1,00%)          | 51    | 4,84 / 100,00   |      |
| Votos Inválidos         | Votos Inválidos                      | 55    | 5,22 / 100,00   | 1,39 |
| Total                   | Total                                | 1 054 | 100,00 / 100,00 |      |
| Eleitorado/Participação | Eleitorado/Participação              | 1 601 | 65,83 / 100,00  | 0,27 |

#### Viatodos, Grimancelos, Minhotães e Monte de Fralães
| Partido                 | Partido                              | Votos | %               | +/-  |
| ----------------------- | ------------------------------------ | ----- | --------------- | ---- |
|                         | Partido Social Democrata             | 975   | 42,63 / 100,00  | -    |
|                         | Partido Socialista                   | 783   | 34,24 / 100,00  | 7,91 |
|                         | Bloco de Esquerda                    | 159   | 6,95 / 100,00   | 0,35 |
|                         | CDS – Partido Popular                | 107   | 4,68 / 100,00   | -    |
|                         | Pessoas–Animais–Natureza             | 40    | 1,75 / 100,00   | 1,32 |
|                         | CDU - Coligação Democrática Unitária | 30    | 1,31 / 100,00   | 0,83 |
|                         | Outros (com menos de 1,00%)          | 90    | 3,94 / 100,00   |      |
| Votos Inválidos         | Votos Inválidos                      | 103   | 4,51 / 100,00   | 0,48 |
| Total                   | Total                                | 2 287 | 100,00 / 100,00 |      |
| Eleitorado/Participação | Eleitorado/Participação              | 3 426 | 66,75 / 100,00  | 0,25 |

#### Vila Cova e Feitos
| Partido                 | Partido                              | Votos | %               | +/-  |
| ----------------------- | ------------------------------------ | ----- | --------------- | ---- |
|                         | Partido Social Democrata             | 590   | 42,57 / 100,00  | -    |
|                         | Partido Socialista                   | 396   | 28,57 / 100,00  | 9,10 |
|                         | CDS – Partido Popular                | 106   | 7,65 / 100,00   | -    |
|                         | Bloco de Esquerda                    | 84    | 6,06 / 100,00   | 1,52 |
|                         | Pessoas–Animais–Natureza             | 29    | 2,09 / 100,00   | 1,18 |
|                         | CDU - Coligação Democrática Unitária | 21    | 1,52 / 100,00   | 0,50 |
|                         | Outros (com menos de 1,00%)          | 70    | 5,05 / 100,00   |      |
| Votos Inválidos         | Votos Inválidos                      | 90    | 6,49 / 100,00   | 3,07 |
| Total                   | Total                                | 1 386 | 100,00 / 100,00 |      |
| Eleitorado/Participação | Eleitorado/Participação              | 2 241 | 61,85 / 100,00  | 0,24 |

#### Vila Seca
| Partido                 | Partido                     | Votos | %               | +/-  |
| ----------------------- | --------------------------- | ----- | --------------- | ---- |
|                         | Partido Social Democrata    | 316   | 47,81 / 100,00  | -    |
|                         | Partido Socialista          | 160   | 24,21 / 100,00  | 0,74 |
|                         | Bloco de Esquerda           | 57    | 8,62 / 100,00   | 3,06 |
|                         | CDS – Partido Popular       | 50    | 7,56 / 100,00   | -    |
|                         | Pessoas–Animais–Natureza    | 11    | 1,66 / 100,00   | 1,38 |
|                         | Outros (com menos de 1,00%) | 28    | 4,23 / 100,00   |      |
| Votos Inválidos         | Votos Inválidos             | 39    | 5,90 / 100,00   | 2,70 |
| Total                   | Total                       | 661   | 100,00 / 100,00 |      |
| Eleitorado/Participação | Eleitorado/Participação     | 1 019 | 64,87 / 100,00  | 1,67 |